# شیرزن (فیلم ۱۹۶۴)
شیرزن (اسپانیایی: La Leona‎) فیلمی آرژانتینی به کارگردانی آرماندو بو و بازیگری ایسابل سارلی است که در سال ۱۹۶۴ منتشر شد. از دیگر بازیگران این فیلم می‌توان به سانتیاگو گومس کو اشاره کرد.